# Vertientes
Koordinaten: 21° 15′ N, 78° 9′ W
Vertientes ist ein Municipio und eine Stadt in der kubanischen Provinz Camagüey.

## Demographie
2004 zählte die Gemeinde Vertientes 53.299 Einwohner. Mit einer Gesamtfläche von 2005 km² besitzt die Stadt eine Bevölkerungsdichte von 26,6 Einwohner/km².